# Hans Ulrich Obrist
Hans Ulrich Obrist (n. Zúrich, Suiza; 1968) es crítico y curador de arte.

## Biografía
En 1993 fundó el Museo Robert Walser y comenzó a ejecutar el programa "Migrateurs" en el Musée d'Art Moderne de la Ville de París, donde trabajó como curador de arte contemporáneo. En 1996 fue curador de Manifesta 1, la primera edición de la bienal europea itinerante de arte contemporáneo.
Actualmente es Codirector de Exposiciones y Programas y Director de Proyectos Internacionales en la Serpentine Gallery, Kensington Gardens, en Londres.
Como curador, organiza "EVERSTILL", una muestra itinerante de arte contemporáneo en casas museos de diferentes personajes emblemáticos del mundo entero.
En 2007-2008 EVERSTILL, bajo el nombre SIEMPRETODAVÍA invitó a diferentes artistas contemporáneos a participar en un homenaje a Federico García Lorca en la Huerta de San Vicente, de Granada, la casa museo del poeta granadino.